# Ife
Ife – miasto w południowo-zachodniej Nigerii, w stanie Osun. Według danych z 2005 liczy 390 tys. mieszkańców. Znajduje się w nim uniwersytet. Jest ośrodkiem przemysłu spożywczego i włókienniczego.
Jest jednym z głównych miast–państw dawnego państwa Jorubów.

## Mitologia
Ife było i pozostaje głównym ośrodkiem ich tradycyjnego kultu, co wynika z jorubskiej mitologii. Według niej, Ziemia była na początku bagnista i nieurodzajna. Nad nią, w niebie, żył bóg Olorun wraz z pomniejszymi bóstwami. Schodzili oni, sam Olorun także, czasami na ziemię po niciach pajęczych, których wiele łączyło w owym czasie niebo z ziemią. By uczynić ziemię zdatną do zamieszkania, Olorun wysłał boga Orisza-Nla, wyposażając go w skorupę ślimaka, w której umieścił sypką ziemię, gołębia i pięcionożną kurę. Orisza-Nla wysypał ziemię i wypuścił ptaki. One zaczęły rozrzucać ją wokół i drapać pazurami. W ten sposób osuszały grunt. Olorun dwukrotnie wysyłał na ziemię kameleona, by ten sprawdził, czy ziemia jest już sucha i nadaje się do zamieszkania. Za drugim razem kameleon powiedział, iż suche miejsce jest już dostatecznie rozległe, by tam zamieszkać. W języku Jorubów "rozległe" to właśnie "Ife". Założone na tym miejscu miasto nazwano "Ile-Ife" (Dom Rozległy), i stało się ono odtąd święte, jako pierwsza siedziba Jorubów i miejsce dane im przez Oloruna.
W mieście Ife znajduje się wyrocznia zwana Ifa, w której Olorun za pośrednictwem babawolo (wróżbity) komunikuje swoją wolę. Do wróżb używa się orzechów palmowych, za pomocą których losuje się wiersz będący przekazem woli bóstwa.

## Sztuka z Ife
Ośrodek w Ife (XII - XIV w.) kontynuował tradycje sztuki kultury Nok. Zasłynął niezwykle pięknymi tzw. "brązami z Ife" (w rzeczywistości są to odlewy z brązu lub mosiądzu wykonywane charakterystyczną dla Afryki Zachodniej techniką wosku traconego), oraz figurami z terakoty i kamienia.
Brązy z Ife cechuje niezwykły dla sztuki afrykańskiej realizm - dalej posunięty niż w przypadku rzeźb kultury Nok (prawdopodobnie ta zmiana odzwierciedla przemiany natury religijnej - tworzenie naturalistycznych portretów przestało stanowić tabu religijne). Mimo wielkiego realizmu, widoczne są tendencje do idealizacji, a także stylizacja pewnych elementów rzeźb. Prawdopodobnie brązy z Ife przedstawiały zmarłych i służyły w sanktuariach poświęconych kultowi zmarłych lub były wykorzystywane do zastępczych ceremonii pogrzebowych. Niektóre z brązów (przedstawiające całe sylwetki ludzkie) prawdopodobnie wykorzystywano w rytuałach związanych z ofiarami z ludzi.
Brązy z Ife obok brązów z Beninu zalicza się do najwspanialszych osiągnięć sztuki afrykańskiej.
Rzeźby z terakoty - to grupa jest o wiele liczniejsza od brązów z Ife. Cechuje się także większym zróżnicowaniem stylistycznym i tematycznym. Pojawiają się wśród nich m.in. figurki zwierząt, które prawdopodobnie przedstawiały zwierzęta składane w ofierze.
Realizm charakterystyczny dla sztuki z Ife stał się punktem wyjścia do zdecydowanie już swobodnej pod względem stylistyki sztuki Beninu. Poklasyczne wytwory z Ife z kolei wyraźnie wpłynęły na sztukę współczesnych Jorubów.